# Attapeu (grad)
Attapeu, laoski ອັດຕະປື, glavni je grad provincije Attapeu smještene na jugu Laosa.

## O gradu
Ima najveću tržnicu i bolnicu u regiji. 
Otvorenje nove zračne luke je bilo u lipnju 2013.